# 4127-es mellékút (Magyarország)
A 4127-es mellékút egy közel 50 kilométeres hosszúságú, négy számjegyű mellékút Szabolcs-Szatmár-Bereg vármegye keleti részén: Fehérgyarmatot észak felől a beregi, kelet felől pedig a szatmári térség három, határátkelőhellyel is rendelkező településével, Beregdaróccal és Beregsuránnyal, illetve Csengersimával, feltárva az útjába eső néhány kisebb községet is. Beregdaróci kezdőpontjától Fehérgyarmatig szinte végig déli irányban, hátralévő szakaszán pedig döntően kelet-délkeleti irányban húzódik.

## Nyomvonala
Beregdaróc lakott területének keleti részén ágazik ki a 4122-es útból, annak a 16+700-as kilométerszelvénye táján, dél felé. Néhány lépés után kilép a belterületről, így települési neve – úgy tűnik – nincs is, másfél kilométer megtételét követően pedig már el is éri a következő település, Beregsurány határszélét. Bő egy kilométeren át a határvonalat kíséri, csak azután lép teljesen beregsurányi határok közé.
3,6 kilométer után éri el a lakott területet, a Kossuth Lajos utca nevet felvéve, majd egy-egy rövid szakaszon az Árpád utca, illetve a Tarpai utca nevet viseli. A belterület déli szélén, nagyjából 4,5 kilométer megtétele után egy körforgalmú csomóponttal keresztezi a 41-es főutat, amely itt kevéssel a hetvenedik kilométere után jár.
A körforgalomból kilépve már Márokpapi határvonalát kíséri, majd néhány kilométeren át e község külterületein húzódik. Központját azonban nem érinti, azon csak a 41 117-es számú mellékút vezet végig, amely a 41-es főútból ágazik ki és a 4127-esbe beletorkollva ér véget, annak nagyjából a 8+100-as kilométerszelvényénél.
Az előbbi elágazástól az út már Tarpa területén halad, a település északi szélét 9,1 kilométer után éri el, előbb a Petőfi Sándor, majd a Hunyadi utca nevet felvéve. A központban egy időre nyugatnak fordul és a Kossuth Lajos utca nevet viseli, majd a 11. kilométerénél beletorkollik nyugat felől, majdnem pontosan 55 kilométer megtételét követően a 4113-as út. Ezután délnyugatnak, majd délnek fordul, az Árpád utca nevet veszi fel, a község legdélebbi részén pedig Rákóczi utca a neve, így lép ki a belterületről, mintegy 12,2 kilométer után.
Tivadar a következő települése, melynek határát 14,5 kilométer után szeli át, első házait pedig 15,7 kilométer után éri el. A községnek csak a keleti szélén halad el, Petőfi Sándor utca néven; a 16. kilométerénél beletorkollik nyugatról, Gulács felől a 4126-os út, és röviddel ezután el is hagyja a lakott területet. 16,3 kilométer után éri el a Tisza folyását, hídon áthalad a folyó felett, és a meder középvonalától Kisar területén folytatódik.
Alighogy elhagyja az út a bal parti árvízvédelmi töltés nyomvonalát, már Kisar házai között húzódik, Fehérgyarmati út néven; a belterület déli szélét elhagyva pedig kiágazik belőle északkelet felé a 4130-as út, Szatmárcseke irányába. 17,6 kilométer után Nagyar határai közé érkezik, ott viszont lakott területeket nemigen érint, e község központja néhány kilométerre keletre esik az úttól.
19,6 kilométer megtételét követően lépi át Fehérgyarmat északi határát, és 22,6 kilométer után érkezik meg a városba. Előbb Kisgyarmat városrészben húzódik végig; legészakibb szakasza az Esze Tamás utca nevet viseli, majd nyugat felől beletorkollik a 4118-as út, onnantól Kisgyarmati utca néven folytatódik. 23,7 kilométer után áthalad egy körforgalmon, majd Kossuth tér néven elhalad a városi kórház és gyógyfürdő épületegyüttese mellett. Rövidesen egy második és egy harmadik körforgalma következik, melyek között Petőfi utca a neve, ez utóbbi csomópontban a 491-es főutat keresztezi, amely itt kevéssel a tizedik kilométere előtt jár.
A központ délebbi részén Tömöttvár utca a neve, a 26. kilométere közelében kiágazik belőle északkelet felé a 41 329-es számú mellékút a Nyíregyháza–Mátészalka–Zajta-vasútvonal Fehérgyarmat vasútállomásának kiszolgálására, majd néhány lépéssel arrébb át is szeli (szintben) a vasutat. Innentől már délkeletnek folytatódik, Szatmári út néven, a belterület déli szélét is így hagyja maga mögött, majdnem pontosan 27,5 kilométer megtétele után. Még egy elágazása van a város határai között: közvetlenül a déli határszélen, ahol már kelet-délkeleti irányt követ, kiágazik belőle dél felé a 4136-os út.
Kevéssel a 30. kilométere előtt elhalad a város, Cégénydányád és Penyige hármashatóra mellett, de a két község egyikét sem érinti ennél sokkal jobban, alig fél kilométerrel arrébb már zsarolyáni területek közt halad tovább. E települést 31,4 kilométer után éri el, neve a központig Kossuth utca, a keleti falurészben Dózsa György utca, s a névváltás helyén, 32,3 kilométer után egy elágazása is van: a 4133-as út válik ki belőle észak felé. 32,7 kilométer után hagyja el a helység legkeletibb házait, és 34,2 kilométer után lép ki a területéről.
Jánkmajtis a következő települése, ahová 35,2 kilométer után érkezik meg; előbb Majtis, majd Jánk településrészeken halad végig, azok főutcájaként, Majtison Ady Endre utca, majd Kossuth Lajos utca, Jánkon pedig Arany János utca néven. Közben több elágazása is van: 36,1 kilométer után a 4141-es út ágazik ki belőle északkeletnek, Darnó felé, 37,3 kilométer után a 41 333-as számú mellékút északnak, Jánkmajtis megállóhely kiszolgálására, néhány száz méterrel keletebbre a 4138-as, nyugat-délnyugati irányban, Szamossályi felé; a 38. kilométerénél pedig a 4142-es út torkollik bele szintén északkeletről, Kisnamény irányából. 39,5 kilométer után lép ki Jánkmajtis lakott területei közül.
40,8 kilométer után lép át Csegöld területére, mintegy fél kilométerrel arrébb kiágazik belőle dél-délnyugat felé a 41 138-as mellékút – mely a nyugati falurészen húzódik végig annak főutcájaként – majd eléri a belterület északkeleti szélét és azt követve halad. 42,8 kilométer után beletorkollik északkelet felől, Gacsály irányából a 4128-as út, a 43+550-es kilométerszelvényénél pedig – már külterületen – a 4146-os út ágazik ki belőle, szintén északkeletnek, Rozsály-Zajta felé. A 45. kilométerénél éri el az útjába eső utolsó település Csengersima határszélét, 46,5 kilométer után pedig már belterületen húzódik, Kossuth utca néven. A 47. kilométere után éri el e település központját, ott dél felé letérve közelíthető meg (a Fő utcán) a híres csengersimai református templom. A lakott terület keleti szélénél ér véget, beletorkollva a 49-es főútba, annak az 54+750-es kilométerszelvénye közelében.
Teljes hossza, az országos közutak térképes nyilvántartását szolgáló kira.kozut.hu adatbázisa szerint 48,106 kilométer.

## Története
1934-ben a kereskedelem- és közlekedésügyi miniszter 70 846/1934. számú rendelete teljes hosszában harmadrendű főúttá nyilvánította: a Fehérgyarmat és Zsarolyán közti szakaszát a Mátészalka és Tiszabecs közti 371-es főút részeként, folytatását pedig 373-as útszámozással.
A Kartográfiai Vállalat 1990-ben megjelentetett Magyarország autóatlasza úgyszólván a teljes szakaszát kiépített, pormentes útként tünteti fel, ez alól csak a Beregdaróc-Beregsurány közti szakasza képez kivételt, utóbbit az atlasz térképe egy fokkal gyengébb burkolatminőségre utaló jelöléssel, portalanított útként szerepelteti.

## Települések az út mentén
- Beregdaróc
- Beregsurány
- (Márokpapi)
- Tarpa
- Tivadar
- Kisar
- (Nagyar)
- Fehérgyarmat
- (Cégénydányád)
- (Penyige)
- Zsarolyán
- Jánkmajtis
- Csegöld
- Csengersima